# Kairak jezik
Kairak jezik (ISO 639-3: ckr), jezik istočnonovobritanske porodice, podskupine baining, kojim je 1988. govorilo oko 750 ljudi u Bismarckovom arhipelagu na poluotoku Gazelle, Papua Nova Gvineja.
Priapdnici etničke grupe pripadaju Bainingima a upotrebljavaju i jezik ura [uro] kojim govori pleme Uramät; 

## Vanjske poveznice
- Ethnologue (14th)
- Ethnologue (15th)